# Plateren
Plateren (Engels: to plate, Frans: plaquer) is in de numismatiek een techniek waarbij een dunne laag van een edeler metaal (goud of zilver) aangebracht is, of zichtbaar is gemaakt op de munt. Het is niet te verwarren met de term cladding, waarbij een dunne laag metaal op een te beschermen oppervlak wordt gewalst.